# Sebastian Schwager
Sebastian Schwager (4 januari 1984) is een Duits wielrenner. De Duits kampioen van 2005 bij de beloften reed in 2006 voor het Thüringer Energie Team. Vanaf 2007 neemt hij plaats in de trein van Alessandro Petacchi bij Team Milram.

## Belangrijkste overwinningen
2002
- 1e etappe Cottbuser Bundesliga Etappenfahrt (J)
- 2e etappe Cottbuser Bundesliga Etappenfahrt (J)
- Eindklassement Cottbuser Bundesliga Etappenfahrt (J)
- 2e etappe Trofeo Karlsberg (J)

2005
- Duits kampioen op de weg, Beloften

2006
- 1e etappe Mainfranken-Tour (U23)
- Eindklassement Mainfranken-Tour (U23)

## Resultaten in voornaamste wedstrijden
| Jaar | Ronde van Italië | Ronde van Frankrijk | Ronde van Spanje |
| ---- | ---------------- | ------------------- | ---------------- |
| 2008 |                  |                     | 115e             |

Astarloa ·
Celestino ·
Cortinovis ·
Djoedja ·  
Ghisalberti ·
Grabsch ·
Haueisen ·
Hryvko · 
Jurčo · 
Knees ·
Lancaster ·
Lorenzetto · 
Müller ·
Ongarato ·   
Petacchi ·
Poitschke ·
Rigotto ·
Sabatini ·
Sacchi ·   
Schröder ·
Schwager ·
Scognamiglio ·
Sieberg ·
Siedler ·
Terpstra ·
Velo ·
Zabel ·
Barla (stagiair) ·
Orlandi (stagiair) ·
Salvi (stagiair)
Astarloa (tot 31/05) ·
Barla ·
Djoedja ·  
Eichler ·
Gajek ·
Ghisalberti ·
Grabsch ·
Haueisen ·
Hryvko · 
Jurčo · 
Knees ·
Kux ·
Lancaster ·
Müller ·
Ongarato ·   
Petacchi (tot 30/04) ·
Poitschke ·
Rigotto ·
Roels ·
Sabatini ·
Schröder ·
Schwager ·
Terpstra ·
M. Velits ·
P. Velits ·
Velo ·
Zabel ·
Geschke (stagiair) ·
Hassink (stagiair) ·
Schluter (stagiair)